# Tlokweng
Tlokweng es una ciudad situada en el Distrito Sudeste, Botsuana. Se encuentra muy próxima Gaborone, de cuya área metropolitana forma parte . La ciudad se ubica en la otra orilla del Río Notwane, a 15 km de la frontera con Sudáfrica. Tiene una población de 36.323 habitantes, según el censo de 2011.